# Flo socken
Flo socken i Västergötland ingick i Åse härad, ingår sedan 1971 i Grästorps kommun och motsvarar från 2016 Flo distrikt.
Socknens areal är 64,08 kvadratkilometer varav 63,84 land. År 2000 fanns här 434 invånare.  En del av tätorten Grästorp och sockenkyrkan Flo kyrka ligger i socknen.

## Administrativ historik
Socknen har medeltida ursprung. 
Vid kommunreformen 1862 övergick socknens ansvar för de kyrkliga frågorna till Flo församling och för de borgerliga frågorna bildades Flo landskommun. Landskommunen uppgick 1952 i Grästorps landskommun som 1971 ombildades till Grästorps kommun Församlingen utökades 2002.
1 januari 2016 inrättades distriktet Flo, med samma omfattning som församlingen hade 1999/2000.  
Socknen har tillhört län, fögderier, tingslag och domsagor enligt vad som beskrivs i artikeln Åse härad. De indelta soldaterna tillhörde Västgöta-Dals regemente, Livkompaniet och Västgöta regemente, Barne kompani.

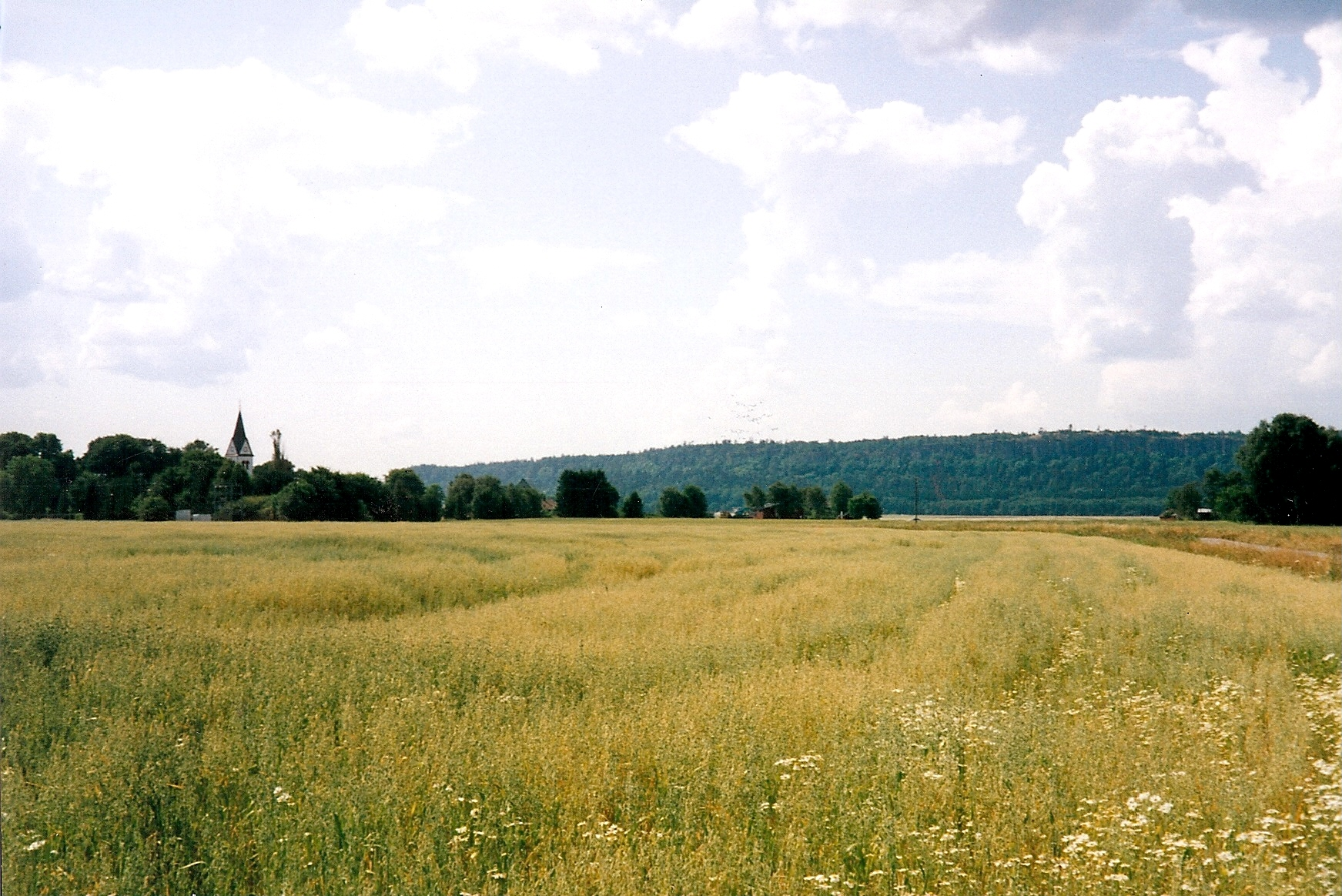
Flo kyrka och slätten vid Hunneberg.

## Geografi
Flo socken ligger öster om Trollhättan kring Flomossen med Vänerviken Dättern i norr och Hunneberg i väster. Socknen är en uppodlad slättbygd i öster och en kuperad skogsbygd i väster.
I socknen återfinns godsen Håberg, Baggården och Kampetorp.

## Fornlämningar
Fem boplatser och en hällkista från stenåldern är funna. Från bronsåldern finns skålgropsförekomster och  stensättningar. Från järnåldern finns gravfält. Två runstenar har påträffats.

## Namnet
Namnet skrevs 1305 Flo och kommer kyrkbyn. Namnet innehåller troligen flo(e), 'liten vattensamling; sumpmark; översvämningsmark'.